# نجمة عبد الله
نجمة عبد الله (1964 -)، مغنية بحرينية. والمتأهلة في برنامج زي النجوم وأشتهرت بغنائها أغاني وبأسلوب أم كلثوم.

## بدايتها
ولدت عام 1964م ونشأت في عائلة فنية من موهبة الأب والأخوان وكانت تعمل موظفة في فرقة البحرين للموسيقى منذ العام 1996.
بداياتها الفنّية كانت عام 1980 عندما عملت مساعدة مدرّسة الموسيقى.وفي عام 1985 أصدرت أول البوم غنائي بعنوان «من اين يا صبية».
عام 1990 قدّمت فوازير غنائية لتلفزيون دبي
عام 1997 اصدرت البومها الثاني بعنوان «حكم ضميرك»
عام 2003 اصدرت البوم كلثوميات
عام 2007 شاركت في برنامج مسابقة غنائية لتلفزيون دبي بعنوان «زيّ النجوم» وفازت بلقب كوكب الشرق في الخليج.
كما شاركت في العديد من المهرجانات الناجحة في البحرين وتونس ومصروسوريا.